# Alue (Titeue)
Alue is een bestuurslaag in het regentschap Pidie van de provincie Atjeh, Indonesië. Alue telt 305 inwoners (volkstelling 2010).